# Luise von Flotow
Luise von Flotow es una traductora y traductóloga de padres alemanes nacida en Canadáen el siglo XX.
Fungió como directora de la Escuela de Traducción e Interpretación de la Universidad de Ottawa de los años 2006 a 2016; hoy en día, bajo las mismas instalaciones, es catedrática en traductología.Se le reconoce como una de las figuras clave de la Escuela canadiense de traducción feminista.
Trabaja en Estudios de Traducción transnacionales, feministas y con perspectiva de género.

## Biografía
Hija de inmigrantes alemanes, von Flotow nació en Canadá. Aunque vivía en un país angloparlante, aprendió inglés hasta que entró a la escuela debido a que sus padres le hablaban en alemán. Estudió Literatura alemana y francesa en la Universidad de Londres entre 1970 y 1974.
Entre los 23 y 24 años, von Flotow vivía en Alemania, estaba casada y tenía dos hijos, por lo que dejó de estudiar durante un tiempo después de terminar su licenciatura y se dedicó a dar clases de francés e inglés. Después, volvió junto con su familia a Canadá, donde comenzó a estudiar la maestría en traducción literaria del francés al inglés en la Universidad de Windsor, para posteriormente empezar a traducir literatura de mujeres de Quebec. Además, en este periodo de su vida tuvo otros dos hijos.
En 1985 terminó la maestría en Lengua y Literatura francesa en la Universidad de Windsor, y se especializó en Traducción literaria. Para el año de 1991, terminó su doctorado en Lengua y Literatura francesa en la Universidad de Míchigan, con una sub-especialización en Teoría de la Traducción. Su tesis doctoral se titula Quebec feminist writing: Integrating the avant-garde and the political in the works of Nicole Brossard and France Theoret (Escritura feminista quebequense: Integración de la vanguardia y lo político en las obras de Nicole Brossard y France Theoret).

## Trayectoria profesional
La traductóloga comenzó su carrera como profesora en Alemania, donde impartía clases de inglés y francés. Desde 1995 ha sido profesora de Traducción y de Traductología en la Universidad de Ottawa, misma institución en la que fue directora de la Escuela de Traducción e Interpretación desde 2006 hasta 2016. Actualmente, imparte las clases de Traducción Audiovisual, Traducción General y el taller de Traducción Literaria. 
Sus dos primeras traducciones se publicaron en la revista Canadian Fiction Magazine, fueron dos relatos de Madeleine Ouellette-Michalska y una colección completa de cuentos, titulada La Femme de sable.
La traductóloga ha editado y coescrito cuatro libros, aproximadamente 20 capítulos de libros y 25 artículos sobre el tema del feminismo en la traducción. Ha traducido 15 libros del francés y del alemán al inglés, así como otros textos más breves.

## Discurso teórico
Su ideología de traducción puede describirse como transnacional, feminista y deliberadamente alejada de los centros hegemónicos de poder. No se suscribe a ninguna rama específica del feminismo; sin embargo, ha seguido las ramas que se han desarrollado desde su comienzo en los estudios feministas de traducción, con los cuales explora la relación entre género y traducción.
Otros de sus intereses es la traducción audiovisual, según dice en la entrevista realizada por Anthony Pym: “Creo que una de las cosas que estaría muy bien investigar en todas partes es la traducción en las noticias, la traducción en [...] muchos tipos diferentes de medios de comunicación, no solo lo que se ve en la televisión”.

### Traducción feminista
Aunque no formó parte del movimiento feminista original de la traducción, en los años ochenta comenzó a publicar artículos en los cuales reflexionaba sobre las teorías y prácticas feministas de traducción en Canadá; en estos, von Flotow reconoce su importancia, pero también critica sus aportaciones.
Desde el inicio de su carrera tradujo principalmente escritoras literarias, ya que empatizaba con los temas que abordaban estas autoras; además, consideraba que no se daba la misma difusión a este trabajo que al de autores hombres.
En cuanto a metodologías de investigación de traducción feminista, la traductóloga menciona que hay que mantenerse flexible, debido a que las ideas, los conocimientos y las experiencias feministas varían en función de los contextos culturales y políticos. Por esto, recalca que hay una gran necesidad de adaptabilidad. 
Von Flotow se ha dedicado a escribir trabajos desde una ideología feminista, pues considera que su desarrollo, repetición, reproducción y publicación, contribuye a su permanencia y difusión.
Hablando de una traducción feminista, Luise von Flotow cree que la diferencia entre una traducción feminista y una no feminista radica en la voluntad de señalar y atribuirse el mérito (o la culpa) de las decisiones feministas que se toman.
Aunque von Flotow no ha centrado sus estudios en la traducción queer, menciona que ésta deriva de la traducción feminista y por lo tanto se relacionan de manera cercana en cuanto su tema de estudio: las políticas de género.

### Traducción transnacional
La traductora también ha estudiado las diversas facetas y manifestaciones del intercambio cultural entre Canadá y varios países latinoamericanos, por medio de la traducción. En el libro Por casualidad y otras razones, la traducción se expone como un recurso o estrategia de comunicación entre hablantes de lenguas distintas y como un medio de circulación de obras artísticas, ideas, opiniones y criterios entre grupos que tienen en común más rasgos culturales de los que aparentan.
De acuerdo con von Flotow, la traducción transnacional se centra en las interacciones de las culturas no europeas o anglófonas, es decir entre culturas hegemónicas y no hegemónicas —Sur-Sur, Sur-Norte y Este-Oeste—. De acuerdo con sus investigaciones, el inglés tiene una hegemonía en la publicación académica y los textos no angloamericanos o europeos tienen mayores dificultades para circular y han sido sofocados o ignorados debido al dominio económico de Europa, así como de la lengua inglesa en América. Declara que al desarrollar los Estudios transnacionales de traducción, se aporta información importante de feminismos de otras culturas; sin embargo, debe encontrarse una manera en la cual estos estudios se puedan compartir globalmente, ya sea por medio de la traducción o por la lingua franca, el inglés.

### Críticas
Las estrategias feministas de traducción expuestas en su primer libro, Translation and gender: translating in the 'era of feminism' (Traducción y género: traducir en la 'época del feminismo'),  han sido objeto de diversas críticas por parte de investigadores en el área. A estas técnicas se les ha acusado de universalismo, elitismo, incoherencia, oportunismo y de manejar conceptos («mujer», «mujer traductora» o «escritura femenina») de forma esencialista. Especialmente fuerte ha sido la crítica al hijacking «secuestro», técnica de traducción feminista de von Flotow que consiste en un proceso de apropiación del discurso del texto original con fines feministas. Rosemary Arrojo señaló el proceso «de secuestro» como violento y expuso que implicaba un doble estándar a la hora de medir el trabajo de los traductores feministas y patriarcales. Para Virgilio Moya, constituyó una muestra de integrismo traductor o de sobretraducción (decir más de lo que dijo el autor en su original), que además resulta contraproducente, pues al darle tanta visibilidad a la traductora, se invisibiliza al autor y se silencia el texto. Finalmente, para David Eshelman, el «secuestro» de las traductoras feministas constituye una práctica extrema que rara vez se ha utilizado, y si se ha hecho, ha sido con el acuerdo de los autores del texto fuente.

## Publicaciones
- Translating Women, Different Voices and New Horizons, eds. Luise von Flotow y Farzaneh Farhazad, entregado a Routledge Publishers, Marzo 2016.
- Translating Women, ed., University of Ottawa Press, 2011.
- Translation and Gender. Translation in the 'Era of Feminism’ , (Manchester, St. Jerome Publishing y Ottawa, University of Ottawa Press), 1997.
- Translation Effects: The Making of Contemporary Canadian Culture and Translation, ed. Kathy Mezei y Sherry Simon, McGill Queens UP, 2014 (478 páginas).
- Translating Canada. Charting the Institutions and Influences of Cultural Transfer. Canadian Writing in German/y. eds. Luise von Flotow y Reingard Nischik, University of Ottawa Press, 2007.